# Pogrom di Chișinău
I pogrom di Chișinău (in russo Кишинёвский погро́м?, Kišinëvskij pogróm; in yiddish קישינעוו פאגראם‎?, kushinev fagram; in romeno  
Pogromul de la Chișinău) sono stati due differenti pogrom antisemiti verificatisi il primo il 19-20 aprile 1903 e il secondo il 19-20 ottobre 1905, a Chișinău, futura capitale della Moldavia, all'epoca nell'Impero russo. Causarono la morte di oltre settanta ebrei, mentre oltre seicento furono feriti. Le violenze si verificarono senza che le autorità zariste opponessero la minima resistenza, mettendo così alla luce dell'opinione pubblica internazionale la drammatica situazione degli ebrei russi concentrando l'attenzione del mondo intero sulla loro persecuzione in Russia e portò Theodor Herzl a proporre lo Schema Uganda per trovare un nuovo insediamento degli ebrei.

## Storia

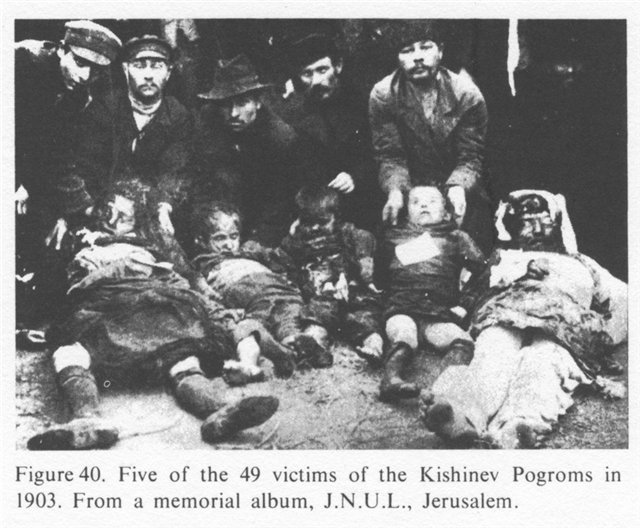
Cinque bambini vittime del pogrom del 1903.

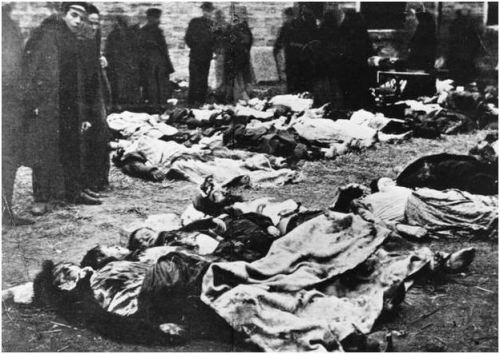
I cadaveri di alcune delle vittime del pogrom del 1903.

### Antefatti
All'inizio del XX secolo Chișinău era una città di circa 108 000 abitanti dei quali oltre 50 000 erano ebrei. La crescente importanza della città come principale centro agricolo e commerciale del governatorato della Bessarabia aveva attirato numerose famiglie ebraiche nella seconda metà del XIX secolo. Gli Ebrei divennero il cuore pulsante dell'economia locale, monopolizzando l'artigianato, le industrie e la coltivazione del tabacco. Ciò nonostante sul finire del secolo, questa relativa prosperità e tranquillità iniziò a dare i primi segni di cedimento. Aumentarono infatti le restrizioni e le discriminazioni e un numero sempre maggiore di famiglie ebree andò incontro a situazioni di povertà. In più erano sempre più forti e influenti in città le voci di chi era contrario o apertamente ostile alla comunità ebraica come ad esempio il nazionalista Pavel Kruševan, editore del quotidiano russo più venduto in città, il Бессарабец (Besserabec, il Bessarabiano). Dalle colonne di questo giornale, sostenuto economicamente dalle autorità russe, veniva sovente incitata la folla a compiere crociate contro gli Ebrei o financo ucciderli.

### Il primo pogrom
Quando un bambino ucraino di Dubăsari venne trovato assassinato e una ragazza che aveva commesso suicidio venne dichiarata morta in un ospedale ebraico, il Besserabec lanciò pretestuosamente la falsa accusa del sangue contro la comunità ebraica; questo generò disordini iniziati domenica 19 aprile 1903, una volta terminata la Messa pasquale, e perdurarono fino al giorno successivo. Nonostante sia stata accertata la presenza a Chișinău nei giorni del pogrom di circa 5.000 soldati, le autorità non presero alcun'iniziativa a difesa della popolazione ebraica della città. Durante il massacro non vennero risparmiati né donne, né bambini, né tanto meno anziani. Le proprietà e le case degli Ebrei vennero assaltate e saccheggiate dalla folla. Il bilancio di questi due giorni fu di 47 ebrei assassinati, 92 feriti in maniera grave, 500 feriti leggermente, 700 case distrutte e 600 attività commerciali saccheggiate.

### Il secondo pogrom
Il 19 ottobre 1905 una protesta della popolazione contro le politiche dello zar Nicola II si trasformò presto in un pogrom contro la popolazione ebraica della città. Nonostante fossero state costituite delle squadre ebree di autodifesa che riuscirono a contenere il numero delle vittime e dei danni si registrarono comunque 19 morti e 56 feriti.

## Conseguenze

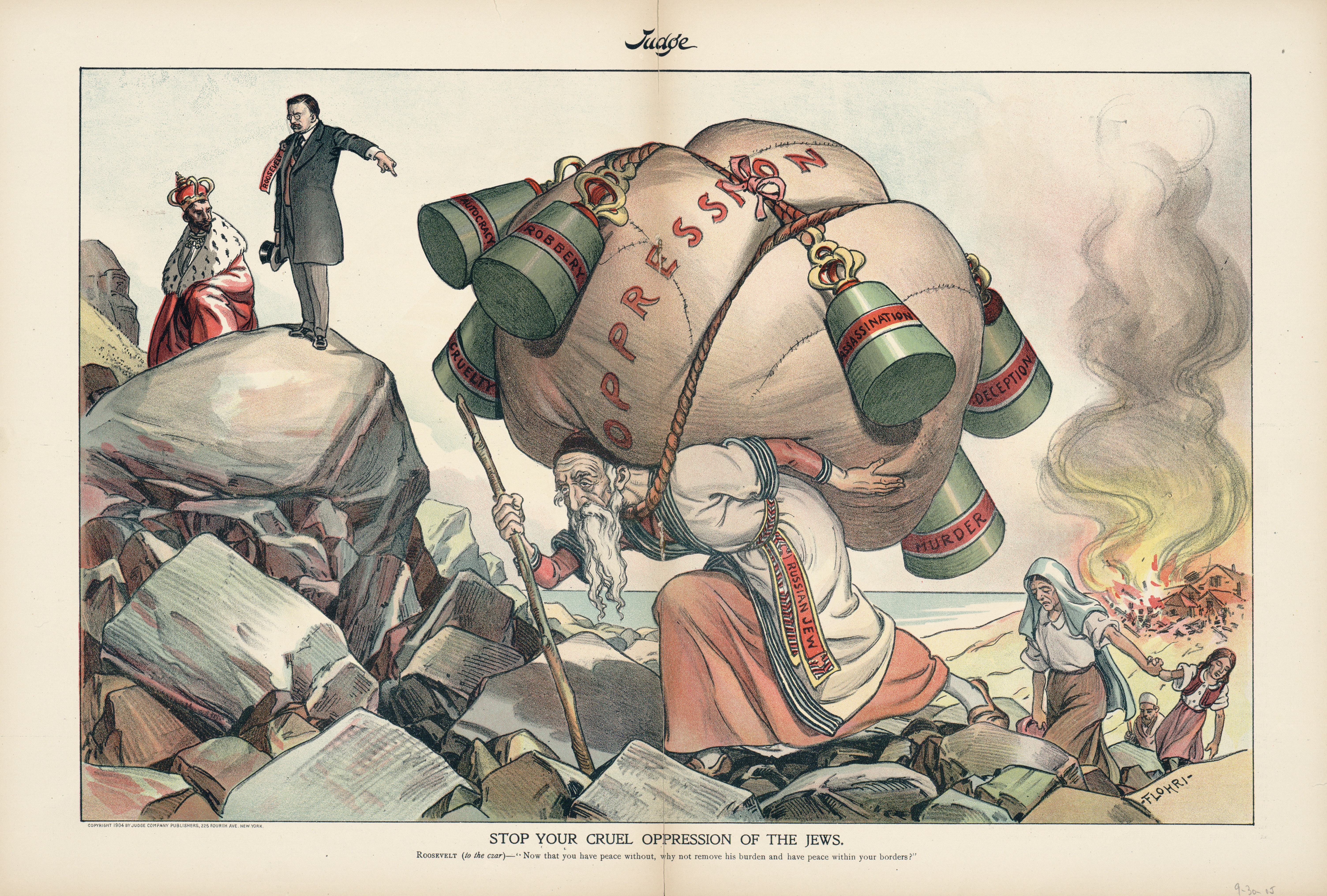
Il presidente degli Stati Uniti Theodore Roosevelt allo zar Nicola II di Russia: "Ferma la tua crudele oppressione degli ebrei". Litografia relativa al primo pogrom di Chișinău.

Il pogrom del 1903 scatenò una serie di polemiche e di critiche da parte del mondo politico e culturale occidentale, in particolare quello statunitense, nei confronti delle autorità russe, accusate di complicità e connivenza con gli autori del massacro. 
Nel corso del processo, tenutosi ad Odessa a partire dal novembre 1903, emersero pesanti responsabilità da parte della polizia e delle autorità militari della città, nonché connivenze con i manifestanti. Nonostante la crescente indignazione internazionale solamente due persone subirono condanne pesanti, rispettivamente di sette e cinque anni.
Dopo questi casi di antisemitismo, decine di migliaia di ebrei lasceranno la Russia alla volta dell'Europa Occidentale e delle Americhe.
Nel 1993 è stato inaugurato un monumento a Chișinău per commemorare il pogrom del 1903, poi modificato.